# Relations entre l'Algérie et la Grèce
Les relations entre l'Algérie et la Grèce se réfèrent aux relations bilatérales, diplomatiques et culturelles entre la République algérienne démocratique et populaire et la République hellénique.

## Présentation
Les relations algéro-grecques remontent à plus de 2 000 ans. Les relations diplomatiques sont solides depuis les premières années d’indépendance de l’Algérie. Les échanges commerciaux entre la Grèce et l’Algérie augmentent, les importations de gaz naturel en provenance d’Algérie constituant un facteur important. Il y a eu des problèmes avec l’immigration illégale de l’Algérie vers la Grèce ces dernières années et avec le trafic algérien d’Africains subsahariens cherchant à entrer dans l’Union européenne,.

### Relations officielles
La Grèce maintient une ambassade à Alger et l’Algérie est représentée en Grèce par son ambassade à Athènes.

### Relations historiques

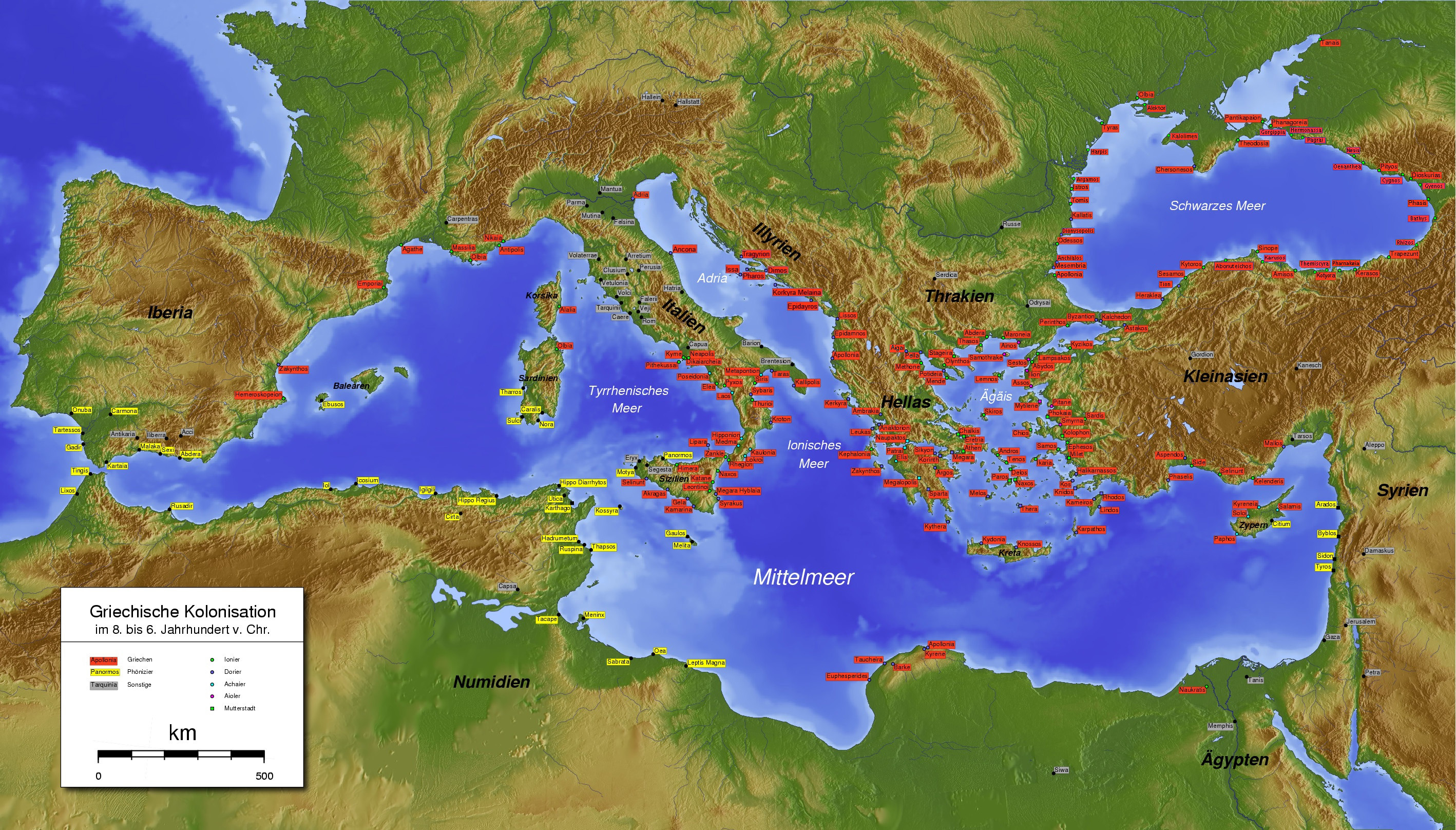
Colonies phéniciennes et grecques vers 350 av. J.-C.

L’étendue maximale de l’Empire romain sous Trajan en 117 apr. J.-C.

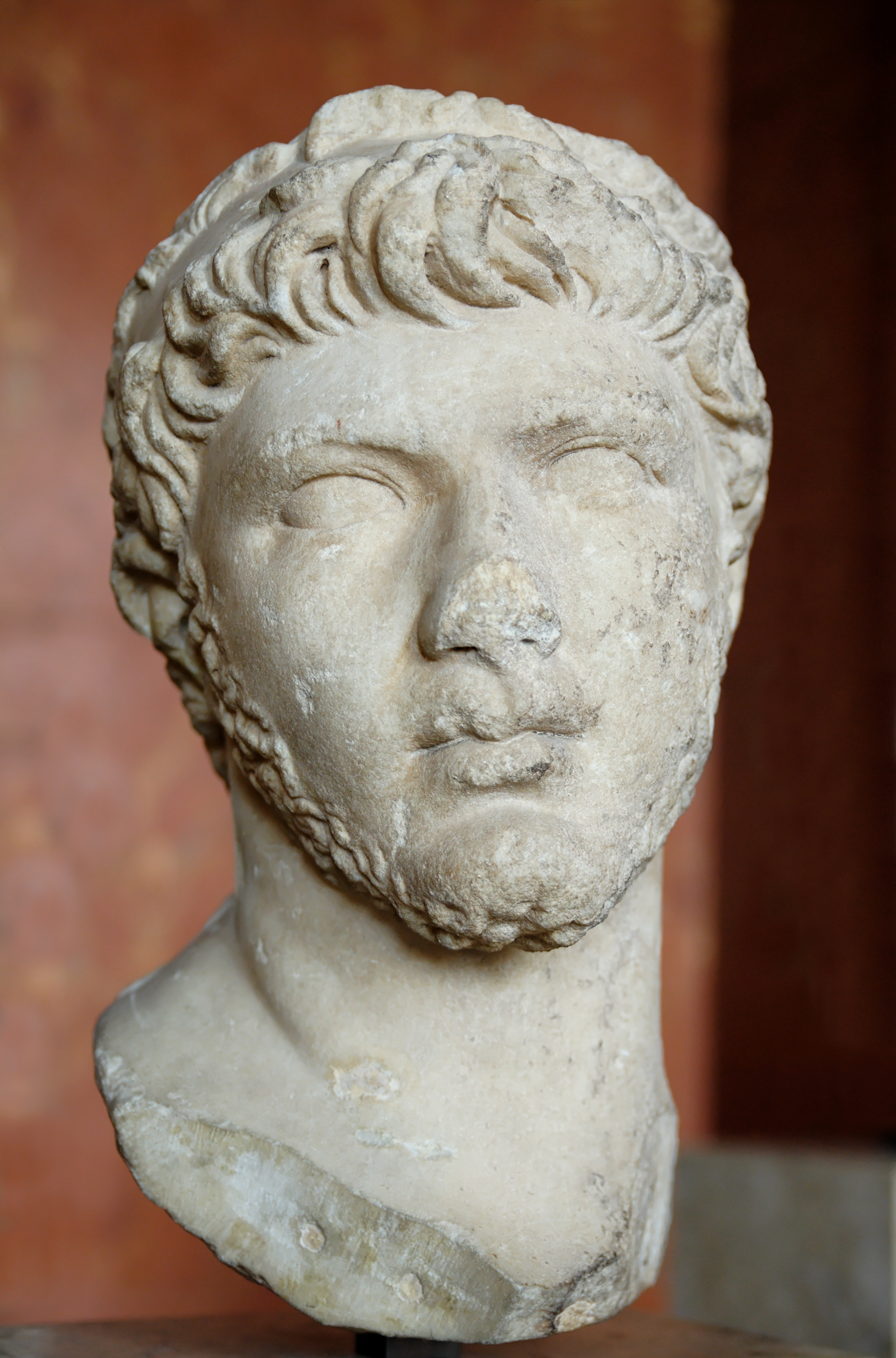
Buste de Ptolémée de Maurétanie, vers 30–40 apr. J.-C., petit-fils de la reine grecque ptolémaïque Cléopâtre VII d’Égypte.

La capitale de Numidie, Cirta (plus tard rebaptisé Constantine) a été fondée en 203 av. J.-C. avec l’aide des colons grecs. L’historien grec Polybius parle des guerres qui ont conduit à Carthage et Numidie devenant les provinces romaines d’Afrique et de Maurétanie.

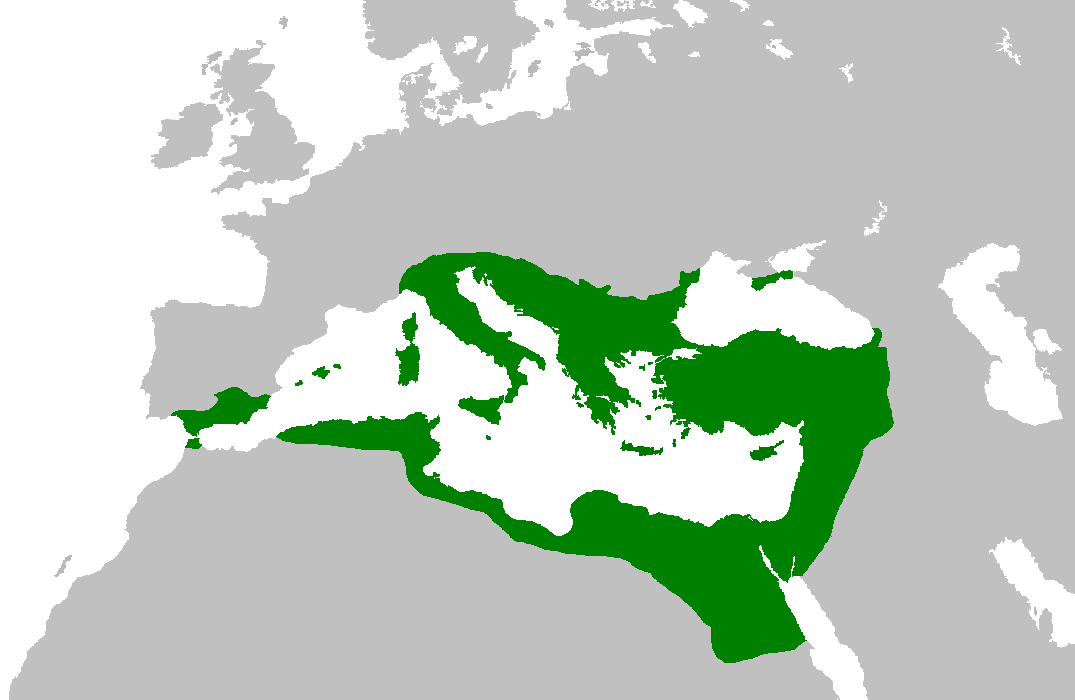
L’Empire byzantin au cours de sa plus grande étendue territoriale sous Justinien. c. 550.

Après presque 600 ans dans le cadre de l’Empire romain, le territoire qui est maintenant l’Algérie a été occupé par les Vandales en 428 après J.-C. En 533-534, le général grec Bélisarius défait les Vandales et l’Afrique est devenue une province de l’empire byzantin,. En 535, l’empereur grec Justinien a fait de la Sicile une province byzantine.

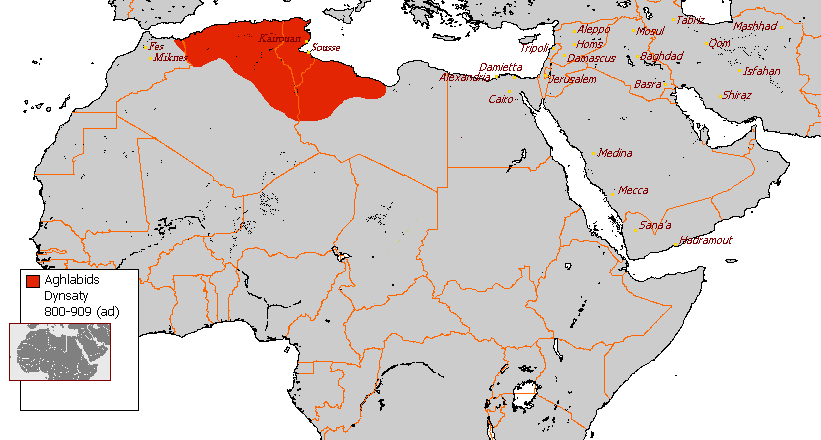
Ifriqiya au début du IXe siècle.

Les forces arabes du calife Othmân ibn Affân ont envahi la Sicile en 652, sans succès, bien que les Arabes aient réussi à chasser les Grecs d’Afrique du Nord entre 670 et 711 apr. J.-C. Un assaut sérieux sur la Sicile a été lancé en 740 de Carthage, où les Arabes avaient construit des chantiers navals et une base permanente à partir de laquelle faire des attaques plus soutenues, encore une fois sans succès. En 826, Ziyadat Allah l’émir d’Ifriqiya envoya une armée qui conquit la rive sud de l’île et assiégea Syracuse, mais fut forcé d’abandonner la tentative en raison de la peste. En 831 unités berbères capturé Palerme après un siège d’un an. Palerme devient la capitale musulmane de la Sicile, rebaptisée al-Madinah. Taormina tomba en 902, mais les Grecs s’accrochèrent sur le territoire de l’île jusqu’en 965.
En 1061, après une campagne réussie contre les Byzantins dans le sud de l’Italie, le Normand Robert Guiscard envahit l’Émirat de Sicile et s’empara de Messine. Après une longue campagne, les Normands ont achevé la conquête de la Sicile en 1091. Le Royaume normand de Sicile a développé une culture dynamique et est devenu une porte d’entrée qui a ouvert le monde de la philosophie grecque et de la science musulmane à l’Europe occidentale. (Plus tard, les Normands ont continué à licencier et occuper Constantinople eux-mêmes en 1204 pendant la Quatrième Croisade.)

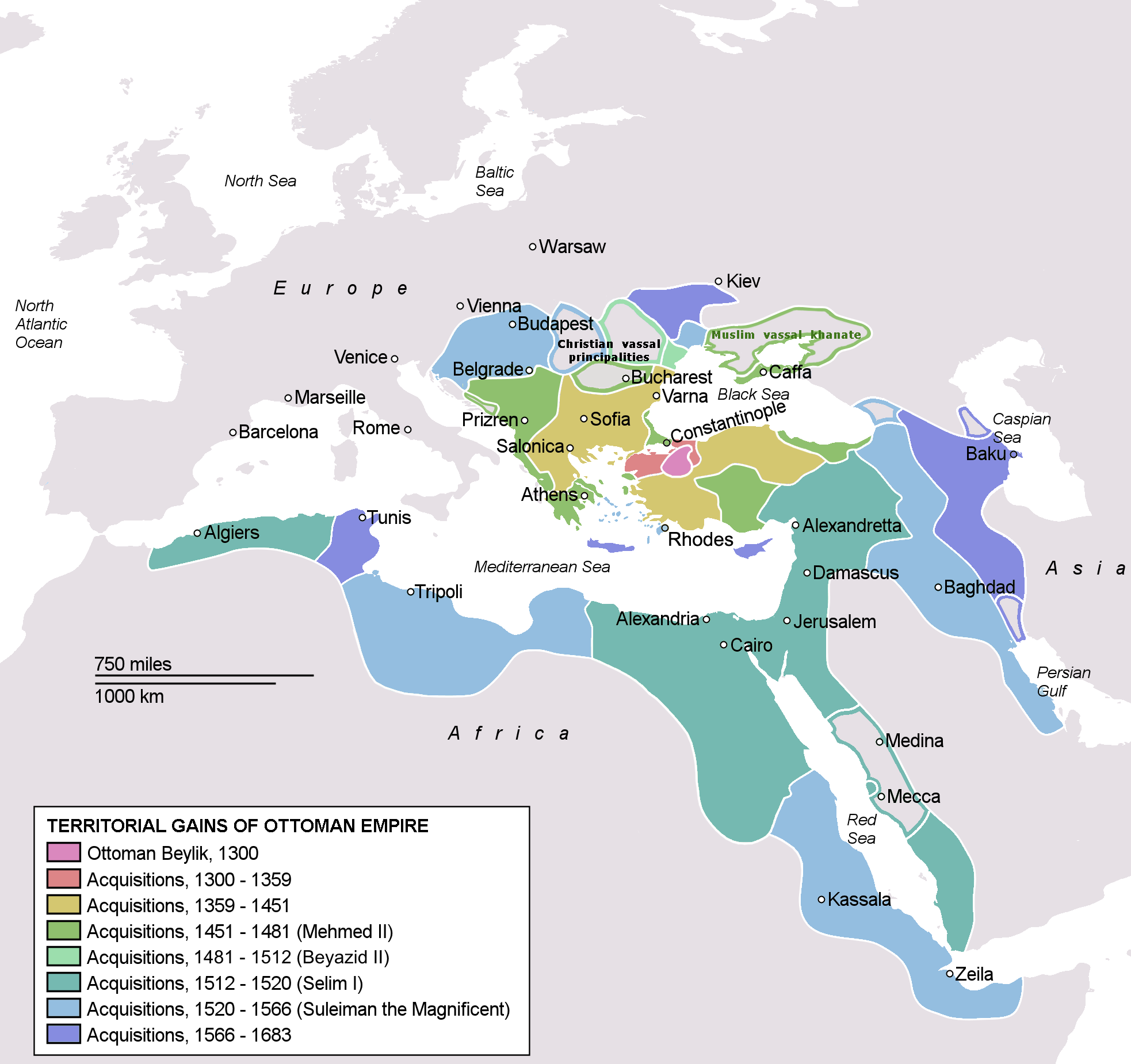
L’Empire ottoman à son expansion maximal.

Après la chute de Constantinople aux Turcs en 1453, la majeure partie de la Grèce a été soumise à l’Empire ottoman jusqu’à sa déclaration d’indépendance en 1821. L’Algérie est également devenue une province de l’Empire ottoman en 1517, capturé par le demi-turc Oruç Reis, qui a établi les Corsaires barbares. L’Algérie est restée nominalement intégrée à l’Empire ottoman jusqu’à la Conquête de l'Algérie par la France en 1830, mais dans la pratique était largement indépendante. Les Corsaires barbares, basés à Alger et dans d’autres ports de la côte barbare, ont été une grave menace pour le commerce méditerranéen jusqu’à leur suppression au début du XIXe siècle. Les pirates grecs et barbares entravaient des relations étroites, de nombreux Grecs naviguant sur des navires barbares.
Une proportion importante des habitants parlant grec de Cargèse ont émigré à Sidi Merouane en Algérie entre 1874 et 1876. Sur la population totale de 1 078 habitants en 1872, on estime que 235 ont émigré, tous des locuteurs grecs.
La Grèce a été l’un des premiers pays à établir des relations diplomatiques avec l’Algérie après son indépendance en 1962, en modernisant le consulat général de Grèce à Alger à une ambassade en 1963.

## Relations modernes

### Relations diplomatiques
Les deux pays méditerranéens ont de fréquents contacts diplomatiques de haut niveau. En 1994, le ministre algérien des Affaires étrangères Mohamed Salah Dembri s’est rendu à Athènes où il a rencontré son homologue Karolos Papoulias et a été reçu par le Premier ministre Andreas Papandreou. Ils ont discuté des relations bilatérales et discuté spécifiquement des questions de Chypre et de Skopje. Le ministre algérien des Affaires étrangères s’est rendu en Grèce en février 2001, renvoyant une précédente visite du ministre grec des Affaires étrangères en Algérie,. En juillet 2002, le ministre grec du Développement, Akis Tsochatzopoulos et le ministre algérien de l’Énergie Chakib Khelil se sont rencontrés pour examiner de nouvelles voies de coopération. En 2003, le ministre grec de la Défense national Ioannos Papandoniou s’est rendu en Algérie pour discuter des moyens de consolider la coopération militaire entre l’Algérie et la Grèce. En mars 2008, la ministre grecque des Affaires étrangères, Dora Bakoyannis, s’est rendue à Alger où elle a rencontré le président algérien Abdelaziz Bouteflika et a accepté de renforcer la coopération économique bilatérale. Dans un message adressé au président grec Karolos Papoulias, Bouteflika a déclaré qu’il souhaitait développer et approfondir les relations entre les deux pays et mener des consultations sur les questions liées à la sécurité dans la région méditerranéenne.

### Accords bilatéraux
En 2009, les deux pays avaient en place trois accords bilatéraux :
- Accord de coopération économique, scientifique et technique (1982)
- Accord sur la coopération éducative (1988)
- Accord sur la protection mutuelle et la promotion des investissements (2000)

### Relations économiques

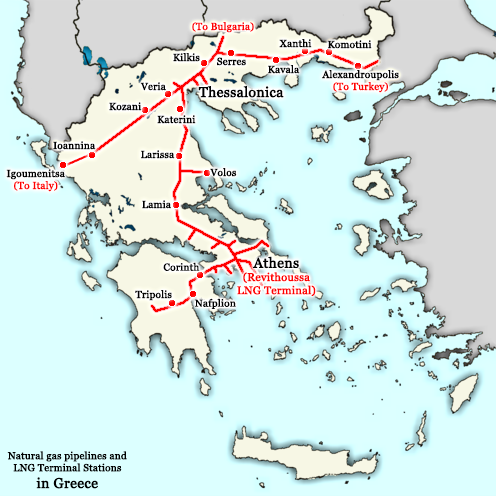
Pipelines du gaz en Grèce. Revithoussa est près de l’intersection sud-est.

Depuis 2000, l’Algérie fournit à la Grèce du gaz naturel dans le cadre d’un accord à long terme entre les deux pays. Le gaz naturel liquéfié est transporté par des navires spéciaux jusqu’au terminal méthanier de Revithoussa, à l’ouest d’Athènes. Les exportations de produits algériens vers la Grèce se sont élevées à 89 millions de dollars en 2001, y compris principalement les dérivés du pétrole, le gaz naturel, les produits chimiques inorganiques, le fer et l’acier. La même année, les exportations grecques vers l’Algérie se sont élevées à 50,78 millions de dollars, principalement en céréales et dérivés connexes, produits du tabac, produits pharmaceutiques, minéraux médicaux et non ferreux. En 2006, le volume total des échanges s’élevait à 410,2 millions de dollars. En 2007, l’Algérie se classait au 6erang des partenaires commerciaux arabes de la Grèce.
En 2008, une délégation de haut rang de fonctionnaires du gouvernement algérien et des entreprises de secteurs tels que la gestion portuaire, la construction, les travaux publics, la banque et la finance ainsi que l’énergie et une soixantaine de délégués grecs ont tenu un forum sur la coopération économique gréco-algérienne à Athènes.

### Migrations illégales
Alors que l’Espagne et l’Italie prennent des mesures de plus en plus sévères pour restreindre les migrants illégaux en provenance du Moyen-Orient et d’Afrique, un nombre croissant d’entre eux entrent dans l’UE par la Grèce. En 2007, la Grèce a arrêté 112 000 immigrants illégaux, contre 40 000 en 2005. L’afflux de migrants illégaux provoque une augmentation de la violence à Athènes. Les réfugiés nouvellement arrivés des zones de conflit au Moyen-Orient et en Afrique sont exploités par des bandes établies de Nigérians, de Marocains et d’Algériens, qui se sont livrés à des batailles de rue dans le centre d’Athènes en 2008. En mai 2009, 500 immigrants illégaux à Athènes, pour la plupart originaires d’Algérie et de Tunisie, ont été assiégés par une foule de Grecs néo-nazis à l’intérieur d’un bâtiment abandonné de huit étages, sans eau ni électricité. Plus tôt dans l’année, la police turque a arrêté un groupe de 120 immigrants illégaux algériens qui tentaient de franchir la frontière vers la Grèce. La ville turque d’Adana est devenue un point de transit populaire pour les immigrants illégaux algériens.
L’Algérie est également un point d’étape pour le commerce des migrants d’Afrique subsaharienne. Le Département d’État des États-Unis décrit l’Algérie comme un pays de transit pour les hommes et les femmes victimes de la traite de l’Afrique subsaharienne vers l’Europe à des fins d’exploitation sexuelle commerciale et de travail forcé.